# علي مهدي محمد
السيد علي مهدي محمد الرئيس الرابع للصومال ورئيس حزب الصومالي القومي المتحد. ولد في مدينة عدلي إحدى قرى محافظة شبيلي الوسطى عام 1938 من أسرة صوفية، فوالده أحد متبعي الطريقة الإدريسية. وهو من ابغال أحد فروع قبائل الهوية الصومالية.
انتخبه البرلمان الصومالي في جلسته التي انعقدت في جيبوتي في عام 1991 كرئيس للجمهورية وذلك في الانتخابات التي أجريت بعد الإطاحة بالرئيس الأسبق محمد سياد بري أواخر عام 1990. وقد تمكن علي مهدي محمد من هزيمة 4 مرشحين.
التحق بالمدرسة الابتدائية والإعدادية في مقديشو، ودرس الثانوية العامة بمدرسة بنادر التابعة للإدارة الإيطالية الوصية على الحكومة الصومالية آنذاك، وبعدها أكمل والده تعليمه وذلك بإدخاله بجامعة القاهرة كلية الاقتصاد في مدينة القاهرة بمصر، وعاد بعد ذلك إلى مسقط رأسه لزيارة أسرته ثم انتقل إلى مقديشو عام 1959، وأصبح في عضوا في البرلمان الذي تأسس في سنة الاستقلال وبذلك أصبح أصغر نائب في البرلمان الصومالي من حيث العمر.
وبعد إطاحة الحزب الثوري بقيدة سياد بري بالحكومة الديموقراطية عام 1969 عاد إلى مصر ثم بعدها بفترة وجيزة عاد إلى الصومال وعمل موظفا في وزارة الصحة وتدرج في المناصب إلى أن أصبح وكيلا للوزارة في الثمانينات من القرن الماضي.
وبعدها استقال من الوظيفة الحكومية تفرغ للعمل في مجال التجارة وبفترة وجيزة أصبح من التجار الأوائل في الصومال في نهاية الثمانينات.
في تلك الفترة انضم إلى تجمع أسسه مثقفين وأكادميين صوماليين ووقعوا على عريضة تطالب الرئيس بإصلاحات واسعة في الصومال. فتمت مطاردتهم من قبل الأمن القومي واعتقل بعض منهم وفرَّ الآخرون من بينهم علي مهدي إلى إثيوبيا، وهناك انضم إلى حزب الصومالي القومي المتحد، وفي نهاية عام 1990 تمت الإطاحة بنظام الرئيس محمد سياد بري من قبل حزب الصومالي القومي المتحد، وفي عام 1991 عقد مؤتمر للمصالحة في جيبوتي وتم اختيار الرئيس علي مهدي محمد من قبل البرلمان ضمن انتخابات من بين 5 مرشحين.
وفي عام 1992 قام محمد فارح عيديد بحرب دامية من أجل الإطاحة به إلى عام 2000 حيث أقيم مؤتمر للمصالحة وتم اختيار الرئيس عبد القاسم صلاد حسن خلفا للرئيس علي مهدي محمد، وأصبح بعد تنحيه عن الرئاسة رجل سلام حيث أقام في عام 2007 تحت رعايته وإشرافه مؤتمر إعادة المصالحة بين القبائل الصومالية في مقديشو .